# KV47
Mormântul KV47, situat în Valea Regilor din Egipt, a fost folosit pentru înmormântarea Faraonului Siptah din dinastia a XIX-a, deși mumia lui Siptah a fost găsită în KV35. KV47 a fost descoperit pe 18 decembrie 1905 de către Edward R. Ayrton. Theodore M. Davis, sponsorul lui Ayrton, a publicat un raport despre descoperirea și săpăturile sit-ului în 1908.
Ayrton și-a oprit excavarea în 1907 din cauza temerilor legate de siguranță, iar Harry Burton s-a întors în 1912 pentru a excava în continuare.
Tăierea camerei J1 a fost oprită după ce muncitorii au tăiat în Camera secundară Ja a mormântului lui Tiaa, KV32. Muncitorii au fost forțați să abandoneze camera și să creeze o a doua cameră de înmormântare, Camera J2. 

## Legături externe
- Theban Mapping Project: KV47 Arhivat în 1 noiembrie 2008, la Wayback Machine. - Include hărți detaliate ale majorității mormintelor.